# Inre Kittelskär
Inre Kittelskär är en ö i Finland. Den ligger i Finska viken och i kommunen Borgå i den ekonomiska regionen  Borgå i landskapet Nyland, i den södra delen av landet. Ön ligger omkring 27 kilometer öster om Helsingfors.
Öns area är 4,3 hektar och dess största längd är 430 meter i öst-västlig riktning. Ön höjer sig omkring 10 meter över havsytan.